# Ливчак, Фёдор Осипович
Фёдор Осипович (Иосифович) Ливчак (20 (8) июля 1878, Вильно — 20 декабря 1919, Омск) — российский архитектор, инженер и дизайнер, основной период творчества которого связан с городом Симбирск (сейчас — Ульяновск).

## Биография
Родился в городе Вильно в семье изобретателя и общественного деятеля Иосифа Николаевича Ливчака. Склонность к художественному творчеству предопределила его поступление в Институт гражданских инженеров императора Николая I в Санкт-Петербурге. По окончании института в 1904 году, со званием гражданского инженера с правом на занятие должности X класса, некоторое время служит младшим инженером строительного отделения Смоленского губернского правления.

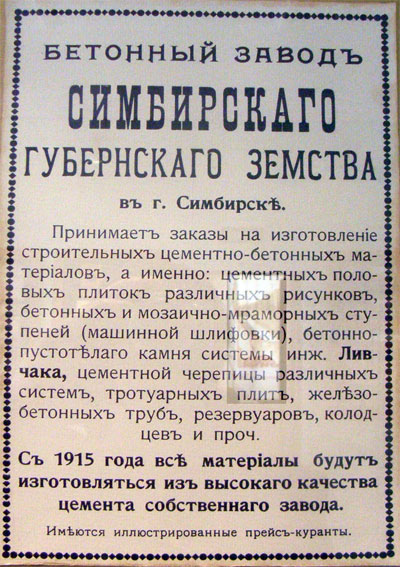
Реклама бетонного завода в Симбирске (1915 г.), производившего бетонно-пустотелый камень системы инж. Ливчака.

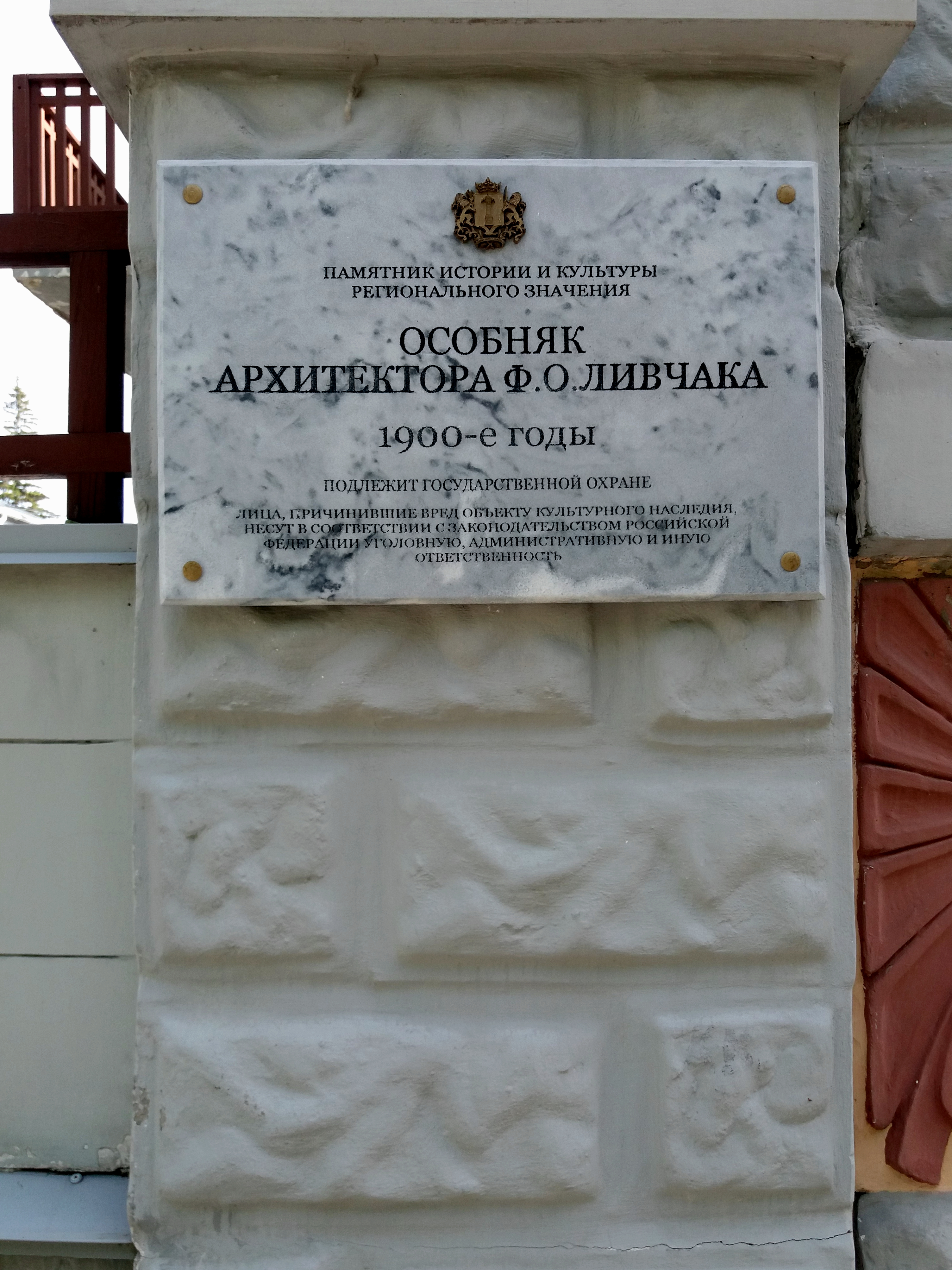
Мемориальная доска Ф. О. Ливчаку.

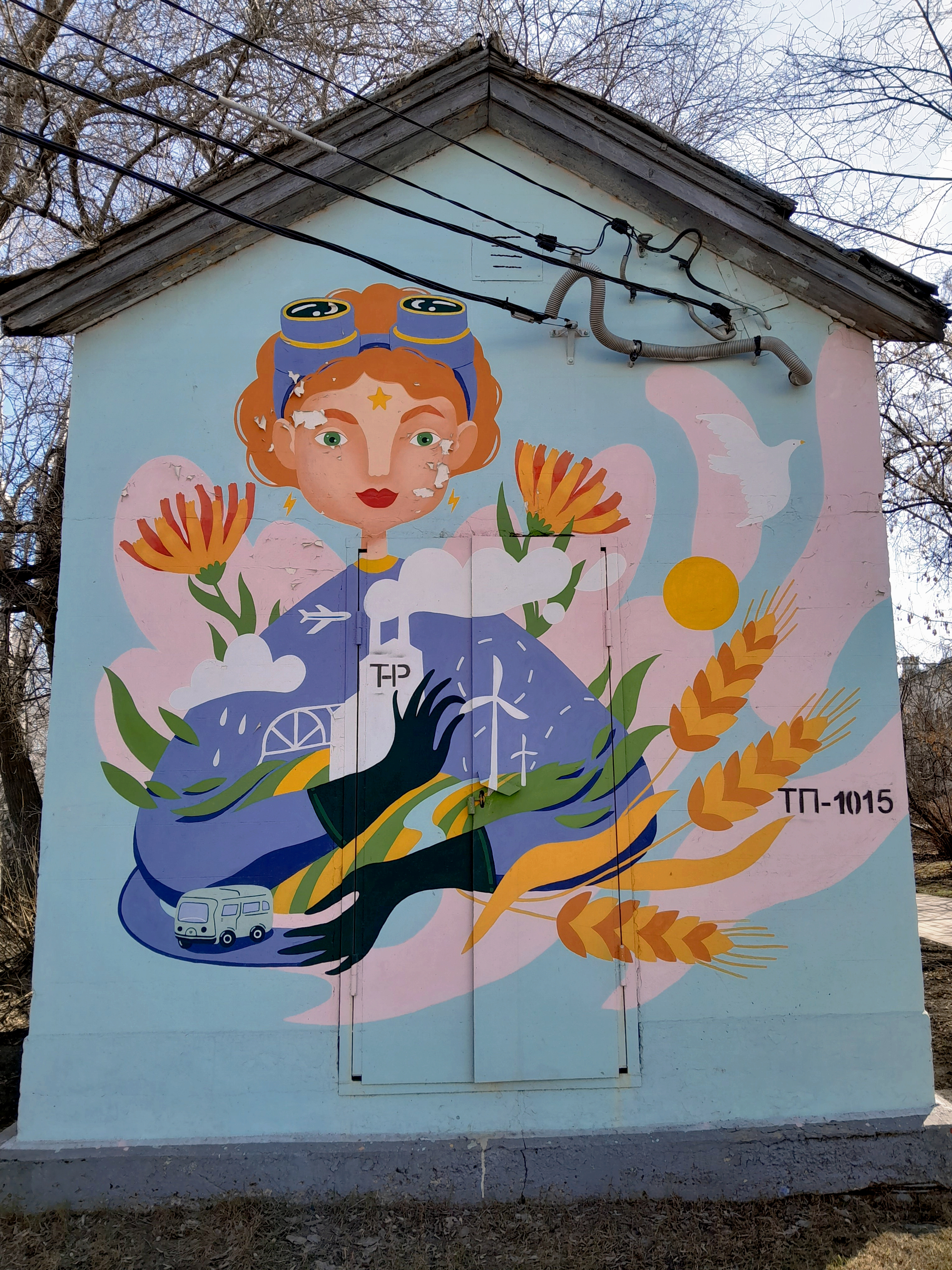
Трансформаторная будка Ливчака.

Летом 1906 года с женой и тремя детьми Ф. О. Ливчак приезжает в Симбирск, где начинает работать в должности архитектора Симбирской городской управы. В период 1906—1910 годов он разработал для Симбирска несколько проектов общественных зданий, доходных домов, школ, занимается частной практикой. 1 марта 1910 года Ф. О. Ливчак занял должность заведующего строительным отделом губернского земства. Профессионализм, деловые и личностные качества Ф. О. Ливчака высоко ценились в Симбирске. К открытию электрической станции были построены 22 трансформаторные будки (подстанции) по проекту архитектора города Фёдора Ливчака. В 1913 году он был избран в состав гласных Симбирской городской Думы. С началом Первой мировой войны архитектор занимался, главным образом, оборонным строительством. По его проектам в губернии строятся пять тыловых госпиталей и лагерь для военнопленных на 10 тыс. человек, приспосабливаются под лазареты многочисленные здания. В районе слободы Часовня, для строящегося 3-го патронного завода, для заводских построек, было организовано производство пустотелого бетонного камня Ф. О. Ливчака. Также Фёдор Осипович спроектировал первые заводские корпуса.
Осенью 1918 года Ливчак уезжает из Симбирска и 20 декабря 1919 года умирает в Омске, заразившись сыпным тифом при ремонте госпиталя, переполненного тифозными больными.

## Память
- Именем Ф. О. Ливчака названа улица в Ульяновске, где стоит его дом (ныне Музей «Дом-ателье архитектора Ф. О. Ливчака»).
- На зданиях его работы установлены мемориальные доски.
- В 1995 году дочь Надежда Ливчак передала в Ульяновский областной художественный музей 16 полотен своих работ[3].
- В музее «Архитектуры эпохи модерна в Симбирске» (ул. Льва Толстого, 43), есть раздел посвящённый Фёдору Ливчаку[4].
- Музей «Дом-ателье архитектора Ф. О. Ливчака» (ул. Архитектора Ливчака, 4).

## Семья
В семье Фёдора и Марии Ливчак (дев. Гарц, сестра Варвара Васильевна — жена архитектора Ф. Е. Вольсова) было пятеро детей — Надежда, Вера, Борис, Глеб и Иосиф.
- Старшая дочь, Надежда (1903—1994)[7] — преподаватель и художник (член Союза художников СССР с 1959 г.).
- Вера (1905—1996) — врач, приобрела известность в 1960—1970 годах участием в правозащитном движении вместе с А. Д. Сахаровым.
- Борис (1906—1993) — профессор, заведующий кафедрой истории и права Уральского юридического института.
- Младший из детей, Иосиф (1914—2006) — доктор технических наук, профессор, ученый в области теплотехники и экологии[8].

## Ф. О. Ливчак — архитектор
Творчество Ливчака развивалось в русле модерна, причем архитектора привлекали национально-романтическая и классицизирующая ветви стиля. В поздних проектах манера Ливчака эволюционировала в сторону ретроспективизма. Во многих работах Ливчака ощутимо влияние Ф. О. Шехтеля. Своеобразие зодчества Ливчака заключается в сочетании ёмких и выразительных форм, заимствованных у Шехтеля, и графически чёткой, несколько суховатой манеры симбирского архитектора.
Различные по декору и композиции фасадов дома объединяются в пронизанный единым ритмом ансамбль, чему способствуют широкие окна-витрины, узкие двери и висящие над улицей эркеры, завершенные куполами со шпилями. Особое место в наследии Ливчака занимают типовые проекты: школы, помещичьи дома, особняки и доходные дома, рассчитанные на разные категории потребителей.
Все постройки Фёдора Осиповича Ливчака исполнены строгости и вкуса. Присущие его манере суховатый рисунок и фактурное разнообразие, любовь к контрасту между плоскостью стены и изысканным декоративным элементом, часто в виде небольшого рельефа, использование в декоре классических мотивов, тяготение к строгим формам и рациональность замыслов — позволяют говорить о нём как о ярком представителе позднего модерна, обладающем запоминающимся, индивидуальным почерком.
Перечень зданий, спроектированных Ф. О. Ливчаком в Симбирске:
- Доходный дом Зеленковой, 1906, ул. Гончарова, 12
- Здание общественного собрания, 1909 - 1910 гг., пл. Ленина (Соборная площадь), 6[9]
- Здание больницы Красного Креста, 1909 г., ул. Тухачевского, 46
- Здание Волжско-Камского банка, 1909 г., ул. Гончарова, 32
- Здание Гоголевского училища, 1910 г., ул. Красноармейская, 53
- Доходные дома княгини Е. Н. Ухтомской, 1910 г., ул. Льва Толстого, 28, 30
- Здание кинотеатра «Ампир» (в наст. время «Художественный»),1910-1921 гг., ул. Гончарова, 24.1
- Школа огнестойкого строительства, 1910-е гг., ул. Кирова, 4
- Здание ремесленного училища им. Лебедева, 1911 г., ул. Радищева, 39
- Ансамбль зданий Симбирского поземельного банка, 1911 г., ул. Льва Толстого, 40, 42
- Купол Воскресенской церкви 1911 г., ул. Карла Маркса, 54
- Здание общества взаимного кредита 1913 г., ул. Гончарова, 48/2
- Дом архитектора Ф. О. Ливчака, 1914 г., ул. Архитектора Ливчака, 6[10][11][12][13][14][15][16][17]
- Жилой дом Бокоунина,1916 г., ул. Радищева, 49

## Работы Ф. О. Ливчака в Симбирске

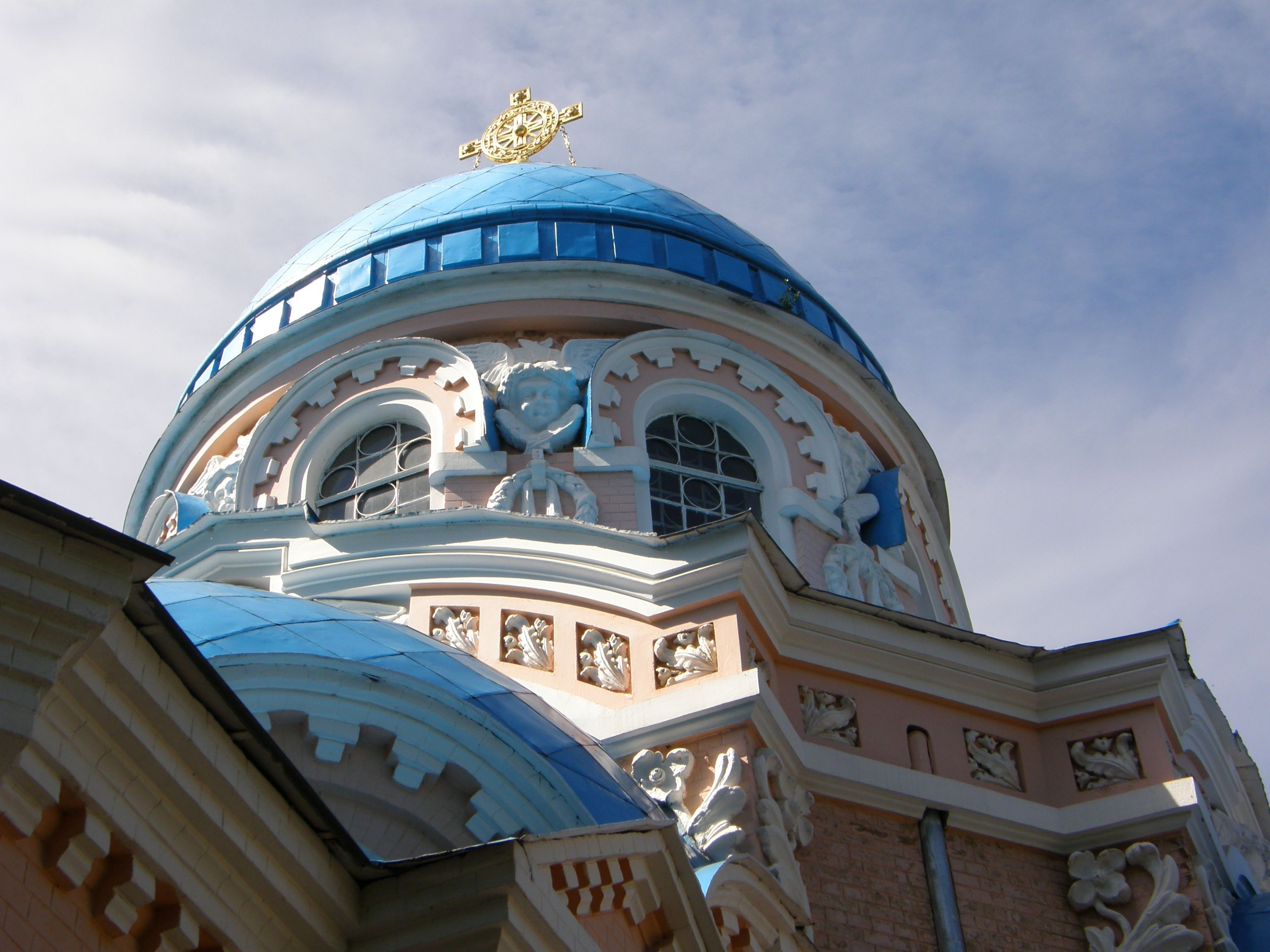
Купол Воскресенской церкви 1911 г.
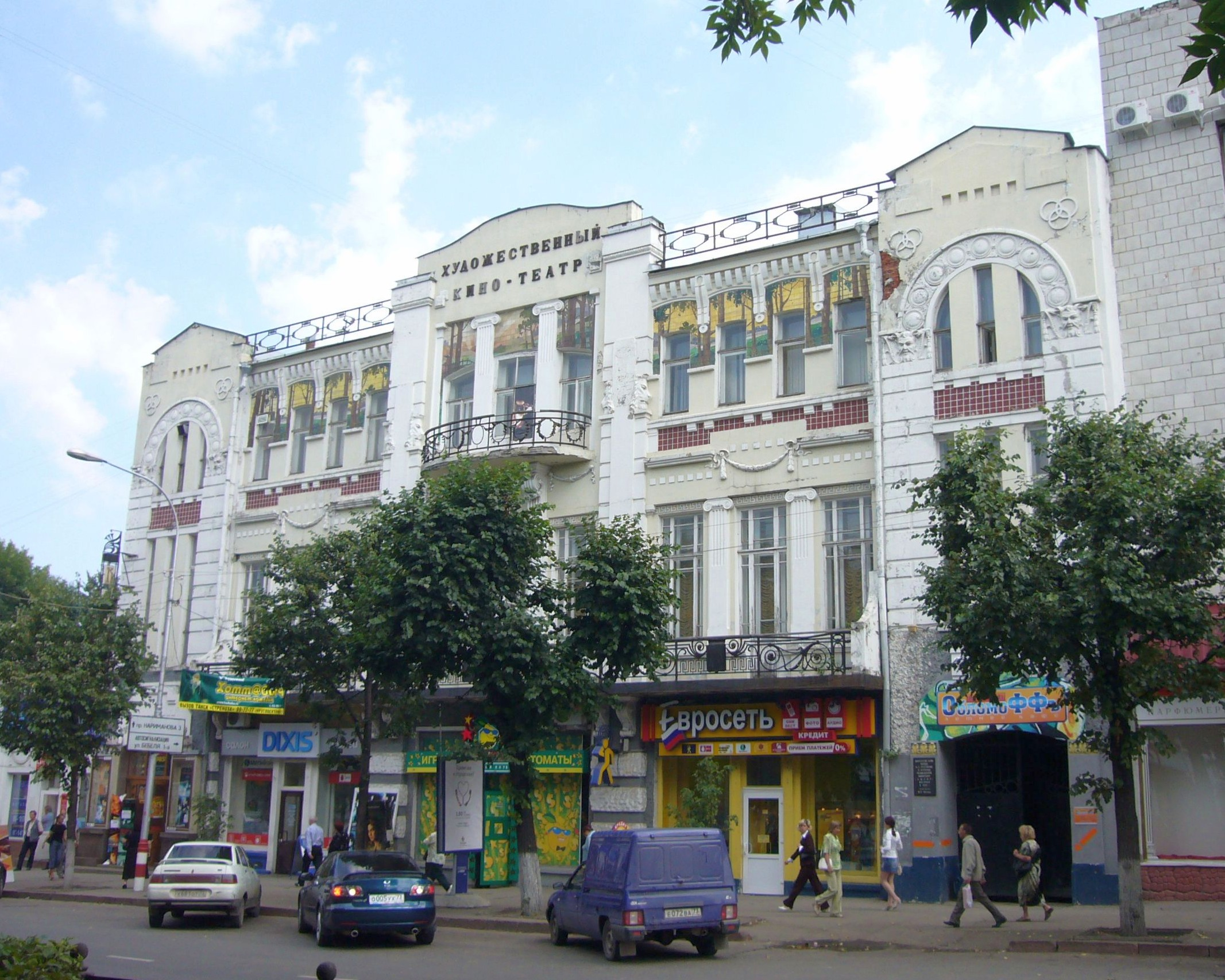
Кинотеатр «Ампир» 1913 г.
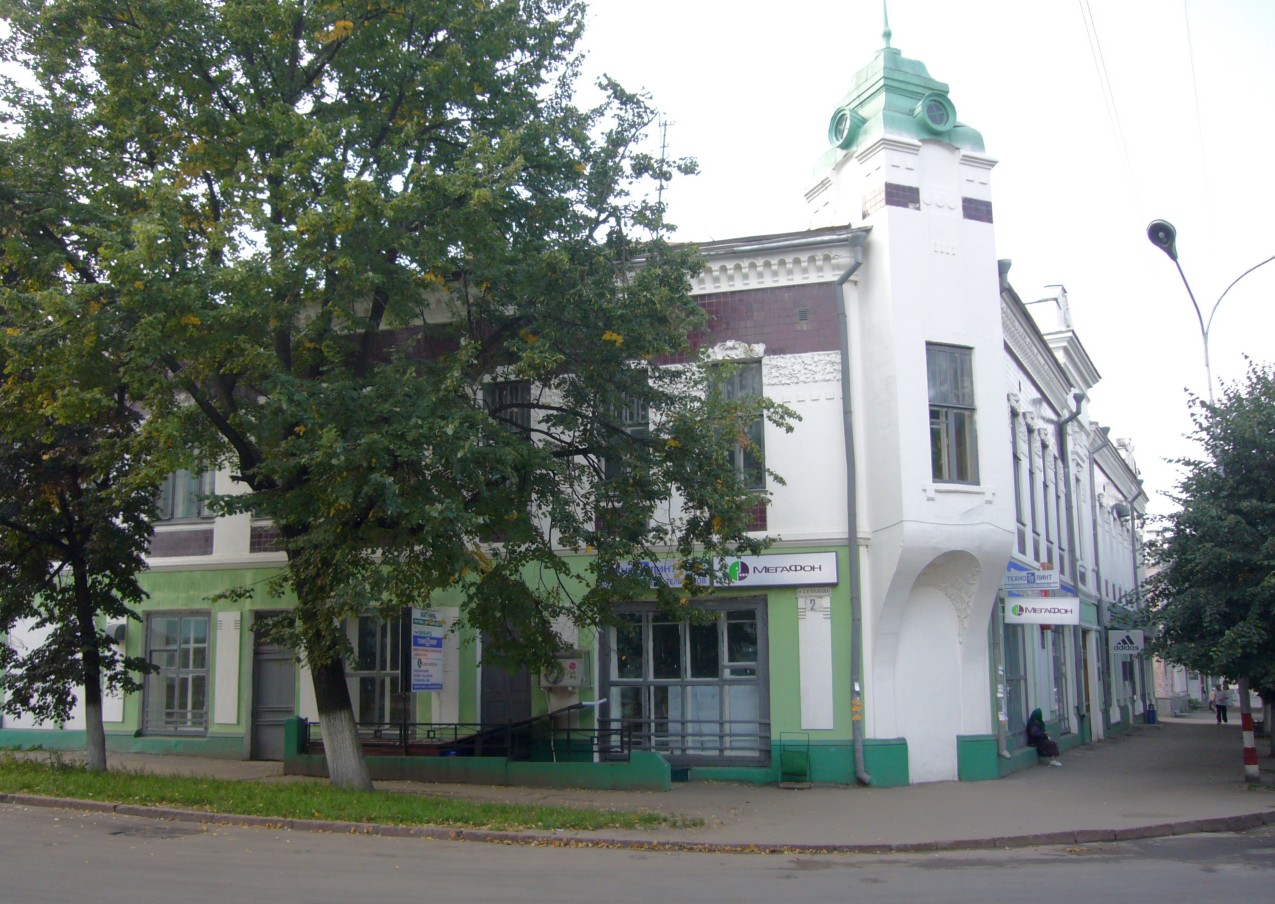
Здание общества взаимного кредита 1913 г.
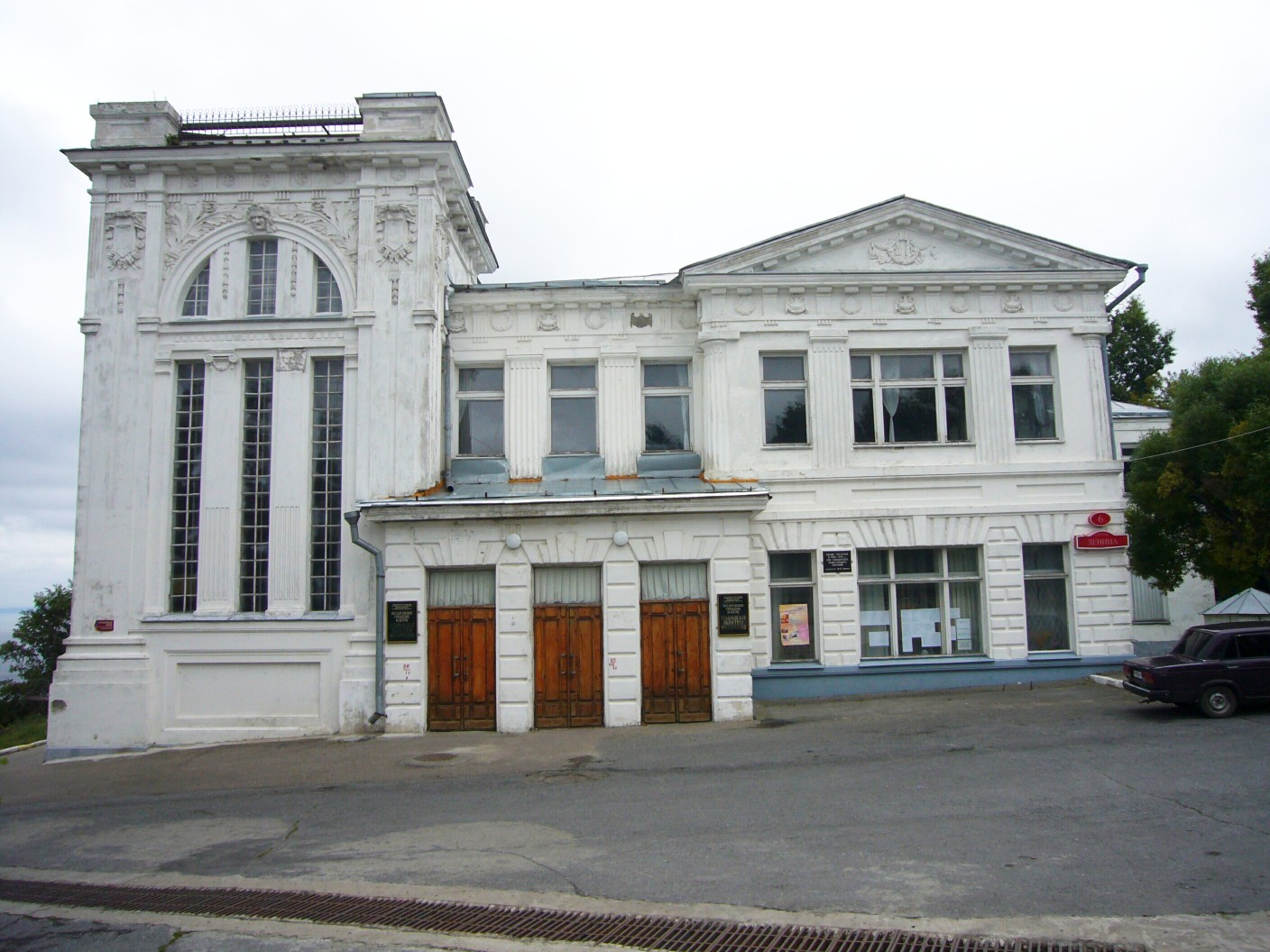
Народный дом 1910 г.
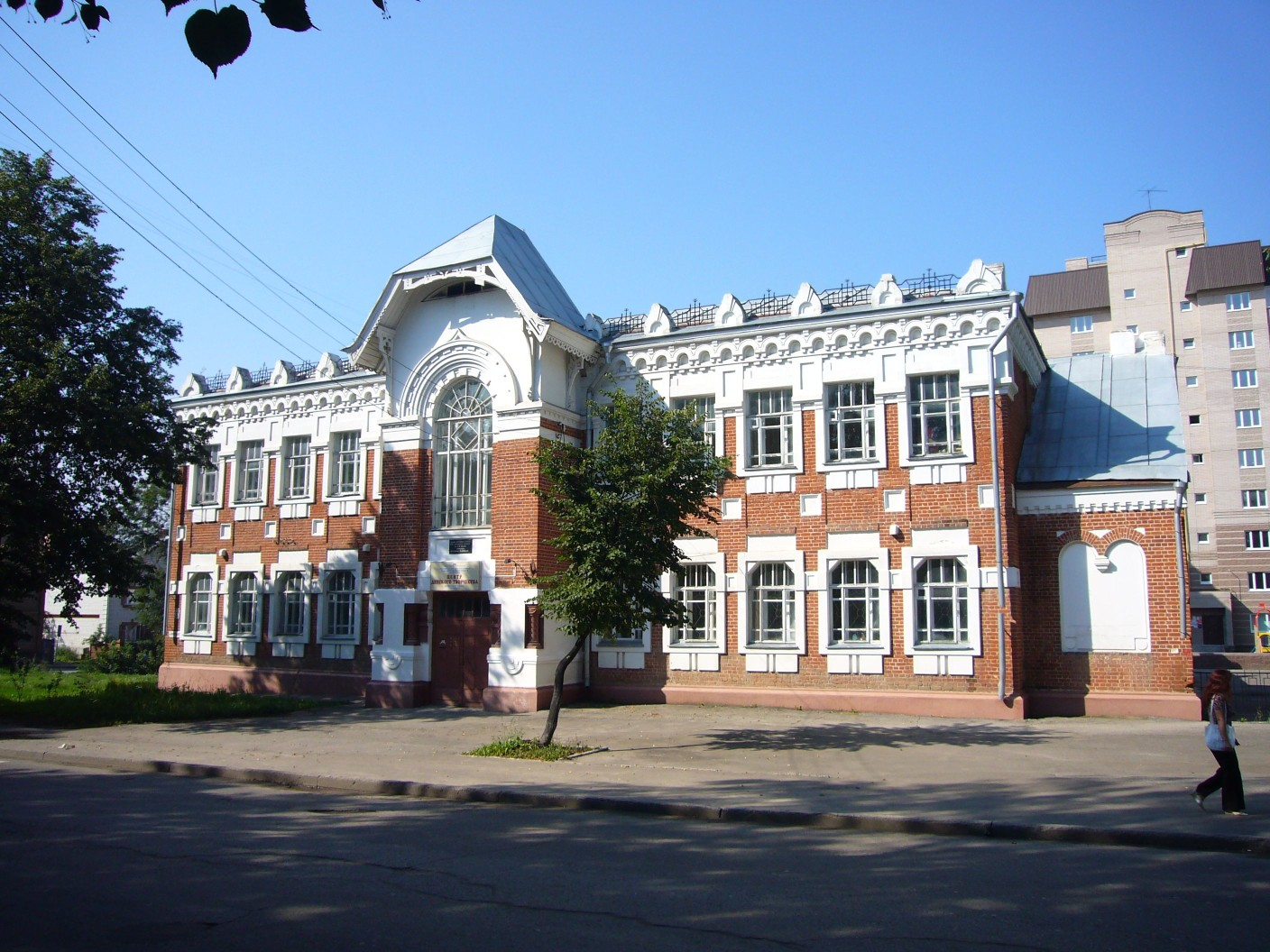
Городское училище 1911 гг.
Доходный дом Зеленковой 1906 гг.
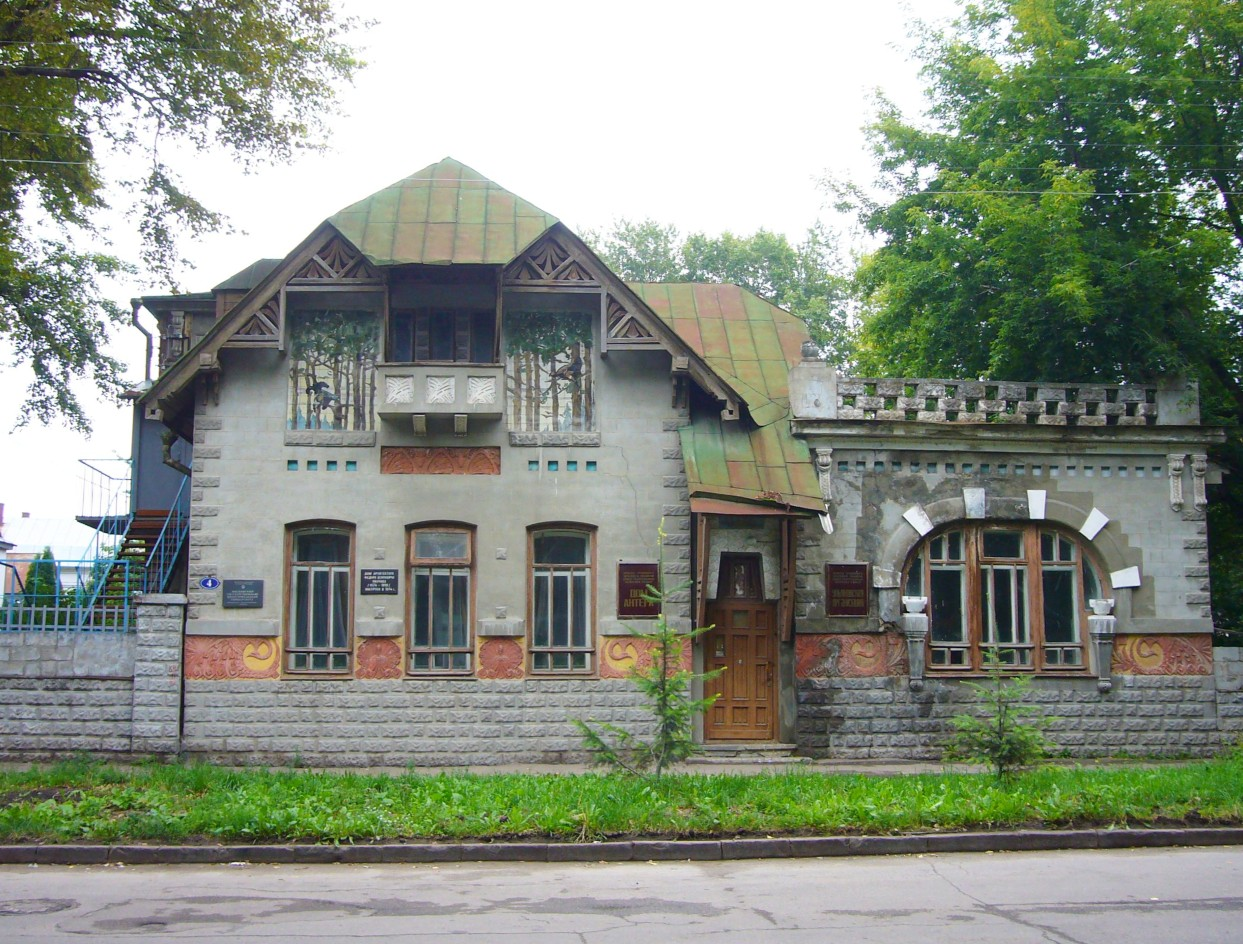
Дом архитектора Ливчака. (Музей «Дом-ателье архитектора Ф. О. Ливчака»)
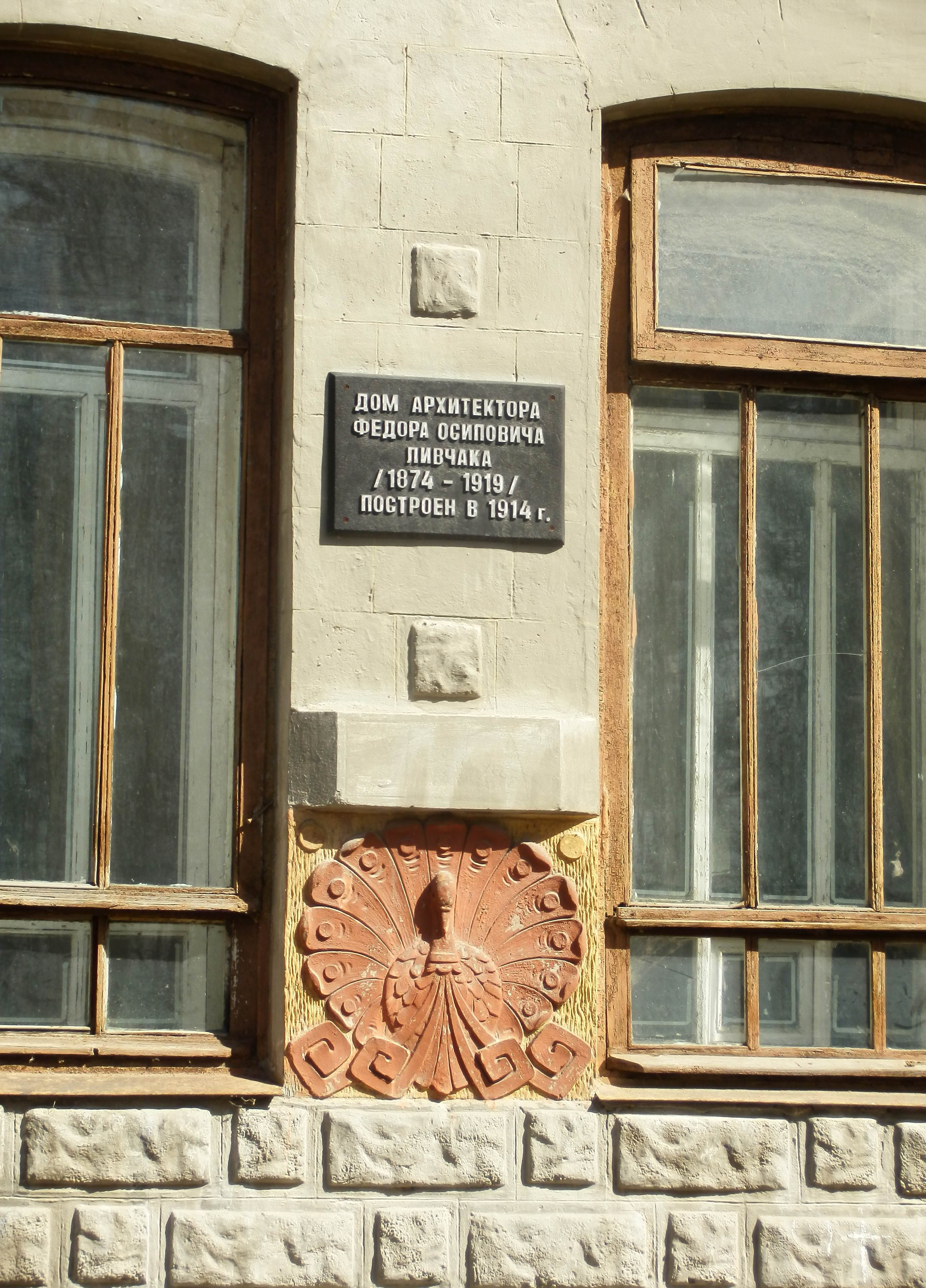
Доска на усадьбе архитектора Ливчака.
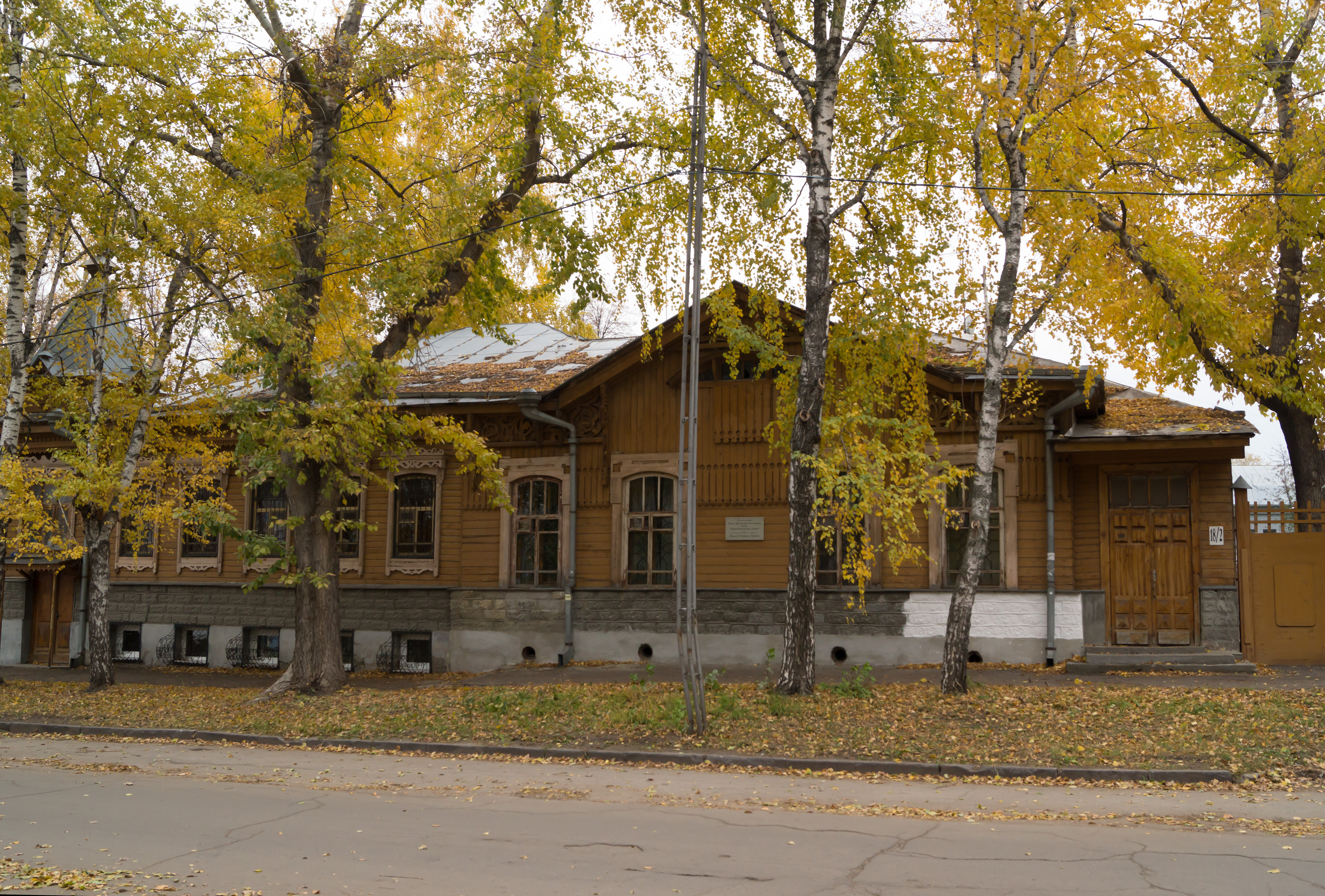
Дом Ливчака (улица Льва Толстого, 18).
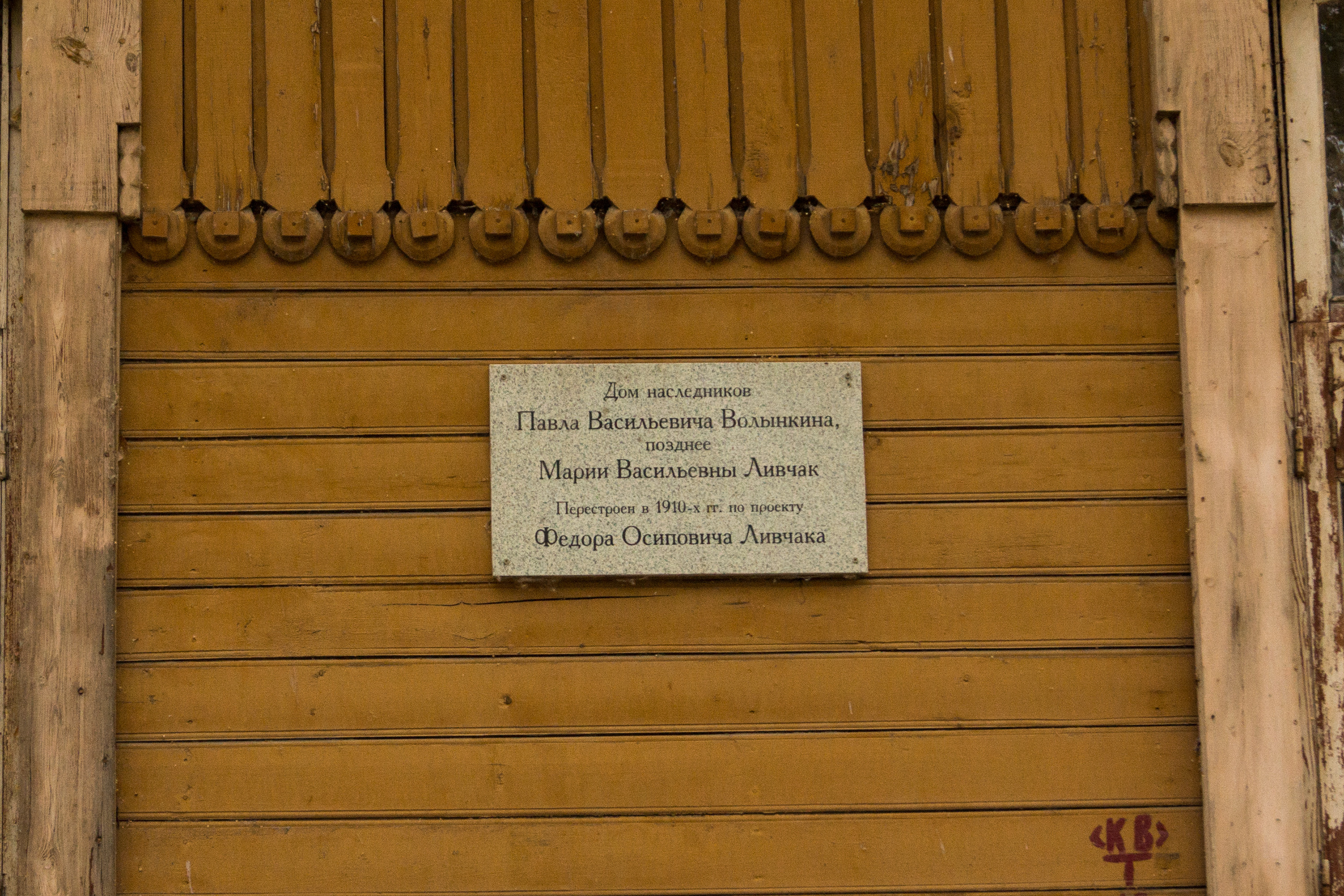
Табличка на доме Ливчака.
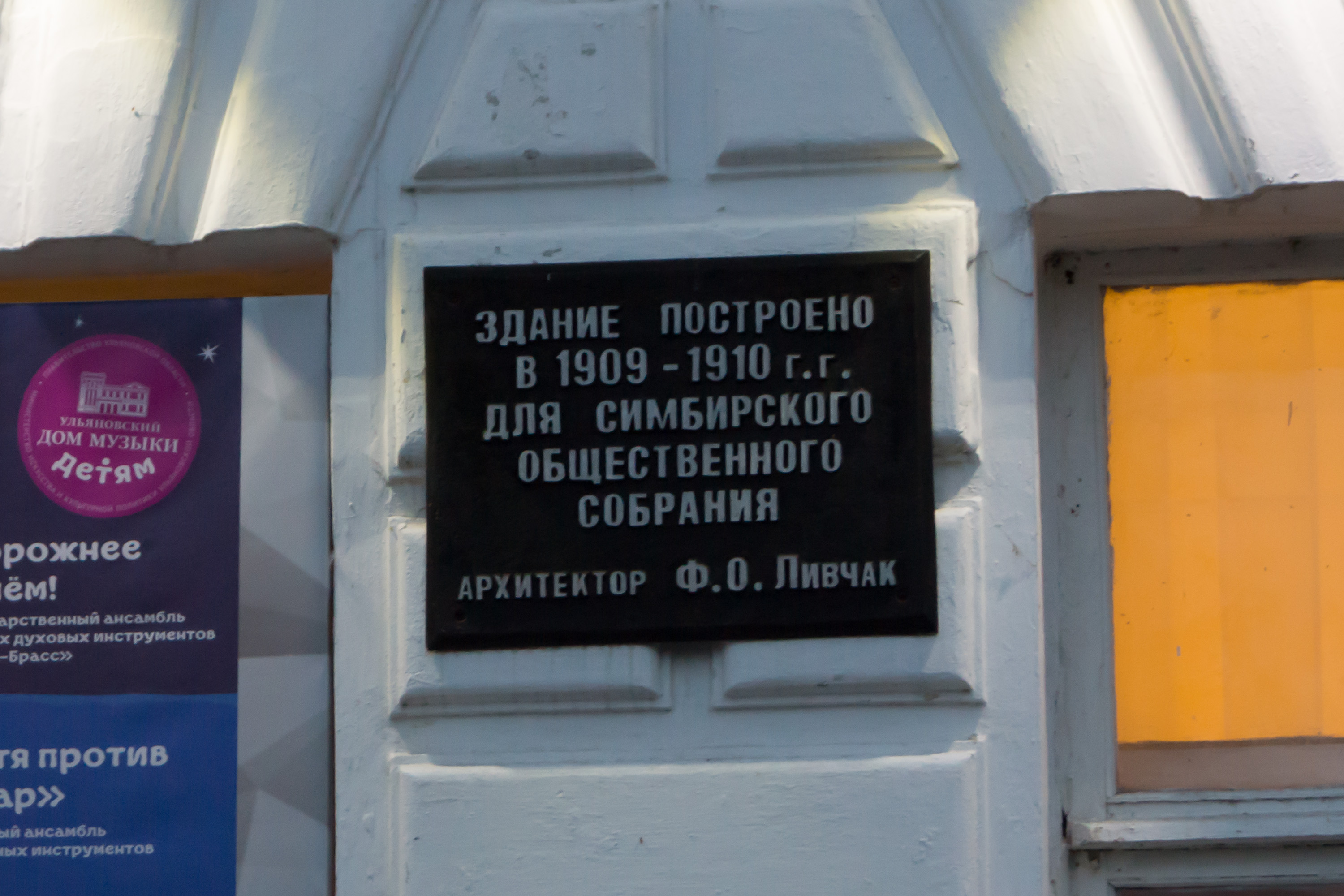
Доска на здании общественного собрания (ныне областная филармония) (площадь Ленина, 6).
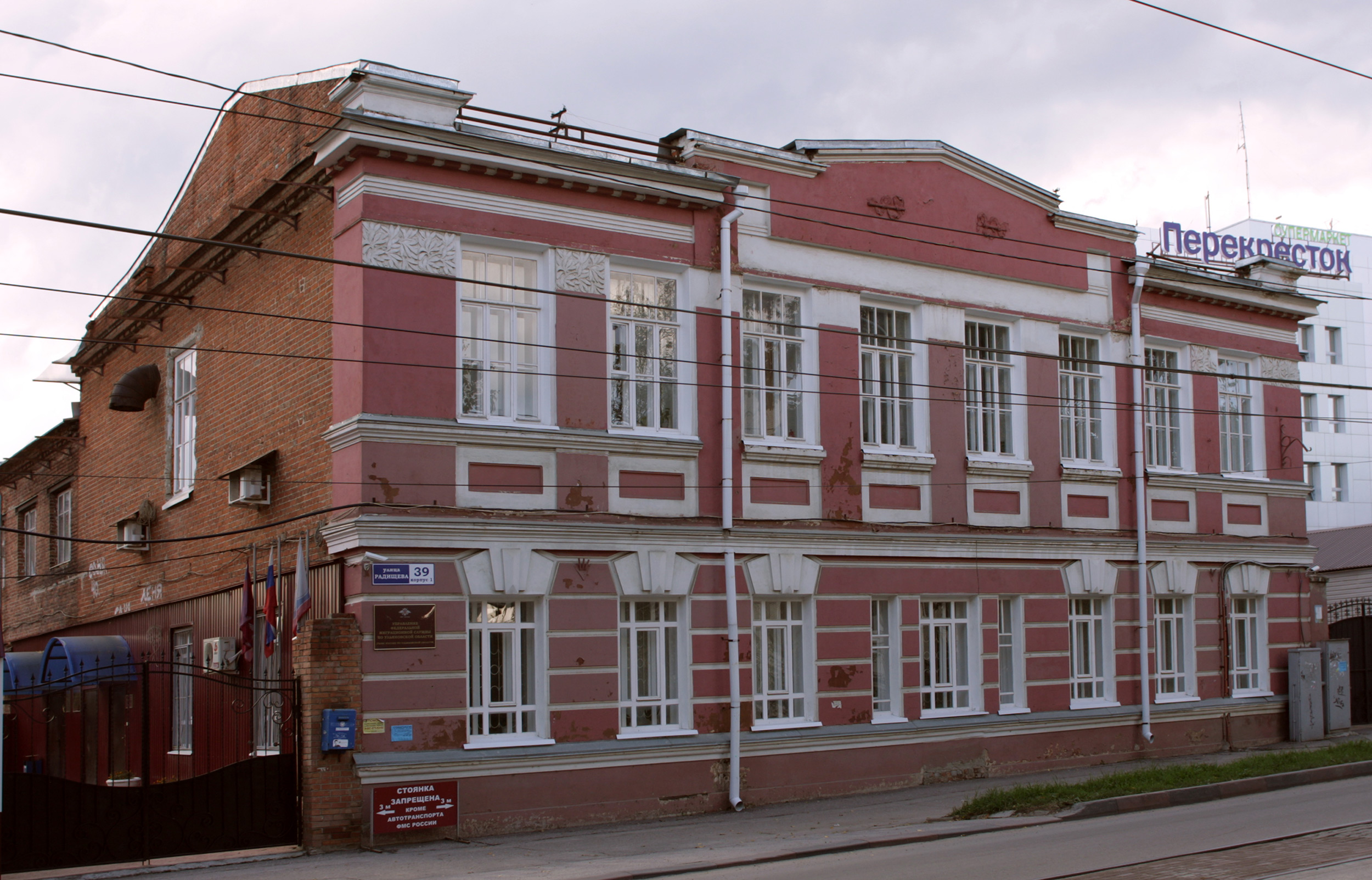
Здание ремесленного училища,1914 г.
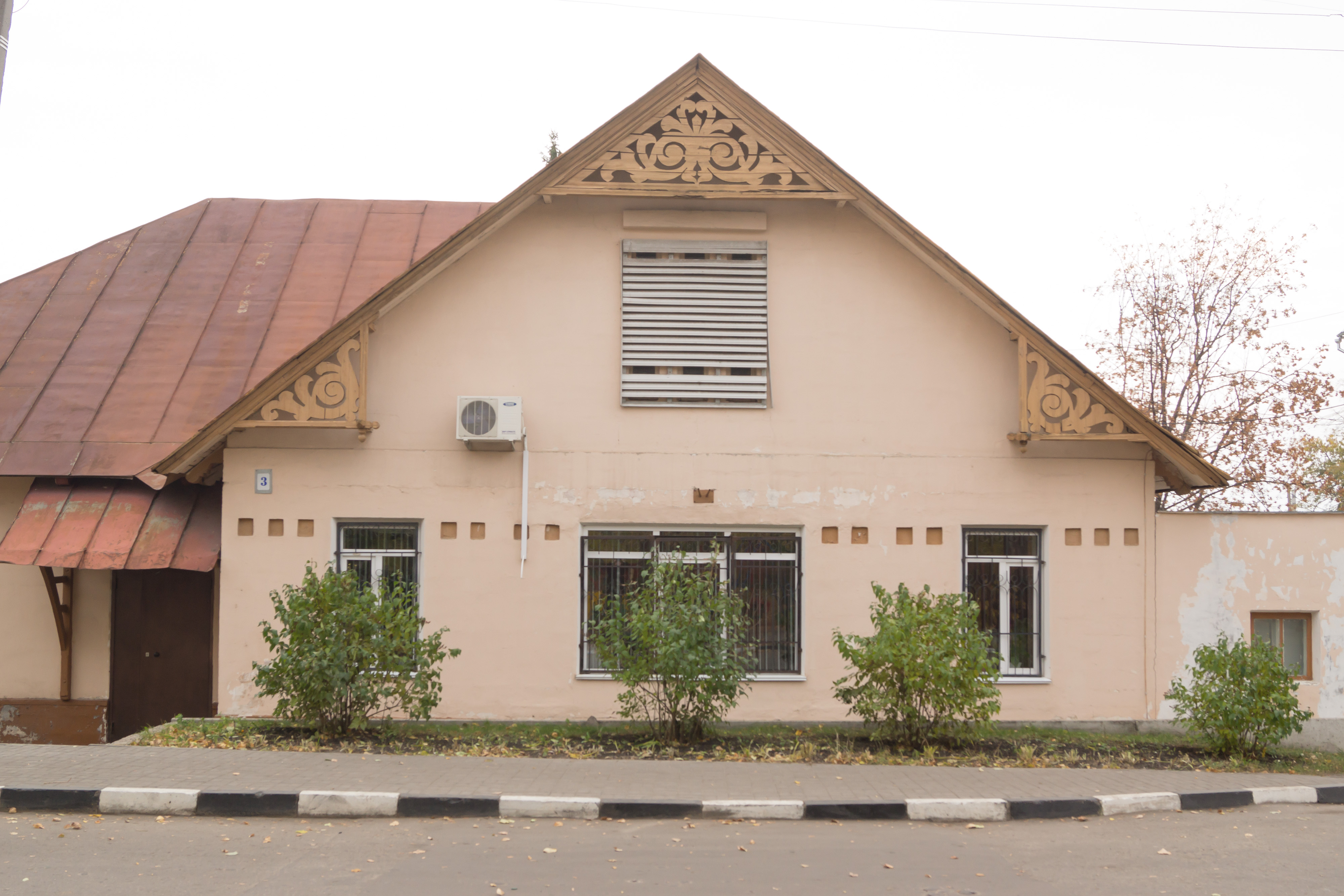
Дом старшего врача А. Поленова (улица III Интернационала, 3. Ульяновск). Арх. Ливчак, 1911 г.
Мемориальная табличка Ф. О. Ливчаку (Ульяновск).
Мемориальная доска Ливчаку Ф. О.
Мемориальная доска Ливчаку Ф. О.
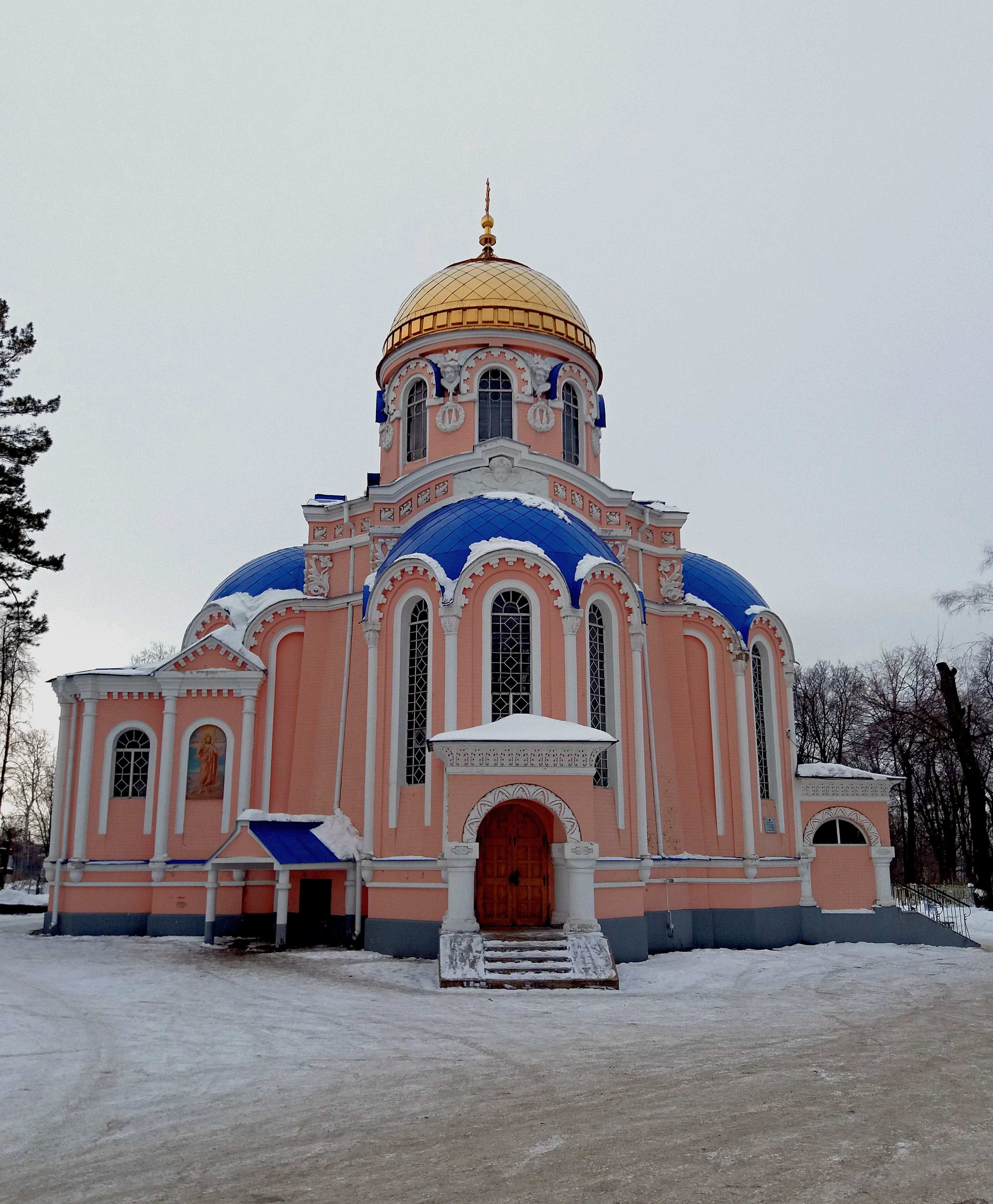
Храм Воскресения Христова, на Воскресенском некрополе.
Мемориальная доска Ливчаку Ф. О. (Воскресенский храм).
Мемориальная доска Ливчаку Ф. О.
Мемориальная доска Ливчаку Ф. О.

## Крестьянские поземельные и Дворянские земельные банки

Мемориальная доска на здании Волжско-Камского банка (Симбирск).

Наиболее значительным достижением Ф. О. Ливчака является его серия работ по проектированию зданий банков в городах Симбирске (Здание Симбирского поземельного банка), Тамбове, Курске и Нижнем Новгороде (Крестьянский поземельный банк). Кроме этого, архитектор принимал участие в реконструкции Поземельного банка в г. Пензе и разработал проекты для отделений в гг. Оренбург и Уфа, которые не были реализованы.
Первой в этой серии было здание Симбирского отделения банков, выполненное в национально-романтическом направлении архитектурного стиля. Объясняя замысел, Ливчак писал: «В идее осуществлённого проекта лежало олицетворение здания Крестьянского банка в виде колоссальной избы с характерной двускатной коньковой крышей». Здание представляет собой компактную композицию разновеликих объёмов с очень выразительным по рисунку венчанием. Её стержень составляет украшенная бронзированными вставками, майоликовым фризом и мозаичным панно центральная часть, декоративность которой оттенена скромным убранством боковых.
Строгий объём дома усложнён массивными балконами и крыльцом, которые смягчают его и обогащают фасад игрой светотени. Замечательны интерьеры банка. В немногих залах сегодня сохранился лепной декор, представляющий собой широкие фризы, заполненные листьями лопухов, подсолнухов, малины. Прорастающие сквозь стены и потолки растительные мотивы придают даже одинаковым по размерам помещениям разнообразие и оригинальность, поддержанные различными по форме изразцовыми каминами. Полностью сохранившийся интерьер зала заседаний банка сопоставим по своему художественному значению с лучшими образцами стиля. Выполненная по рисункам Ливчака мебель зала заседаний, кажется, вырастает из самого пространства интерьера, образуя с ним и зданием в целом неразрывное единство.
Следующее здание по проекту Ф. О. Ливчака было построено в Тамбове 1911 году. Композиция его получилась довольно оригинальной — фасад украсил ризалит, на центральной оси которого находится большой витраж, завершенный полуциркульным перекрытием. Крышу здания венчает небольшой купол. Портал входа обрамляют колонны, по углам фасада размещены сегментовидные эркеры. Окна здания выполнены в виде вытянутых прямоугольников. Грандиозное сооружение сочетает в своей архитектуре элементы эклектики и раннего модерна. В цокольном этаже располагались квартиры сторожей и комнаты ожидания для крестьян. На первом находились приемные чиновников, на втором этаже — кабинеты и залы заседаний. На третьем этаже располагались банковские отделы. В этом же здании находилась квартира управляющего банком.
В 1912 году Ф. О. Ливчак был приглашен в Курск для разработки проекта здания Курского отделения, построенного к 1914 году. Члены Государственной комиссии, принимавшей новое здание, высоко оценили оригинальность проекта и качество строительных работ. В его угловой части размещались главный вход и «просторный светлый вестибюль, разделяющийся на два отделения, по своим размерам вполне достаточный для всего персонала и приходящих посетителей». Первый этаж занимали кабинет управляющего, приемная для дворян, а также службы Крестьянского поземельного банка: канцелярия, архив «крестьянских дел», бухгалтерия, касса с денежной кладовой. Второй этаж предназначался для операций Дворянского земельного банка, зала заседаний, кабинетов непременных членов банка и отделов, не имеющих непосредственной связи с клиентами: технического, статистического и хозяйственного. Все майоликовые украшения на фасаде, в том числе два герба Курской губернии, были изготовлены в художественной мастерской С. И. Мамонтова «Абрамцево».
Последней работой этой серии стало здание Нижегородского отделения, строительство которого продолжалось с 1913 по 1916 годы. Строение состояло из административного здания, служб и ограды. Кроме проекта здания Ф. О. Ливчак создаёт эскизы трех изразцовых панно для главного здания и лепные майоликовые вставки — «орлы» для фронтонов в боковых флигелей. Возведение зданий банка продолжалось и во время Первой мировой войны, когда все другие строительные работы в городе были свёрнуты.
В своей серии работ по проектированию банков Ф. О. Ливчак выступил не только как архитектор, но и дизайнер, разрабатывая эскизы мебели, росписи внутреннего вида, лепных декоров и майолики для украшения фасадов.

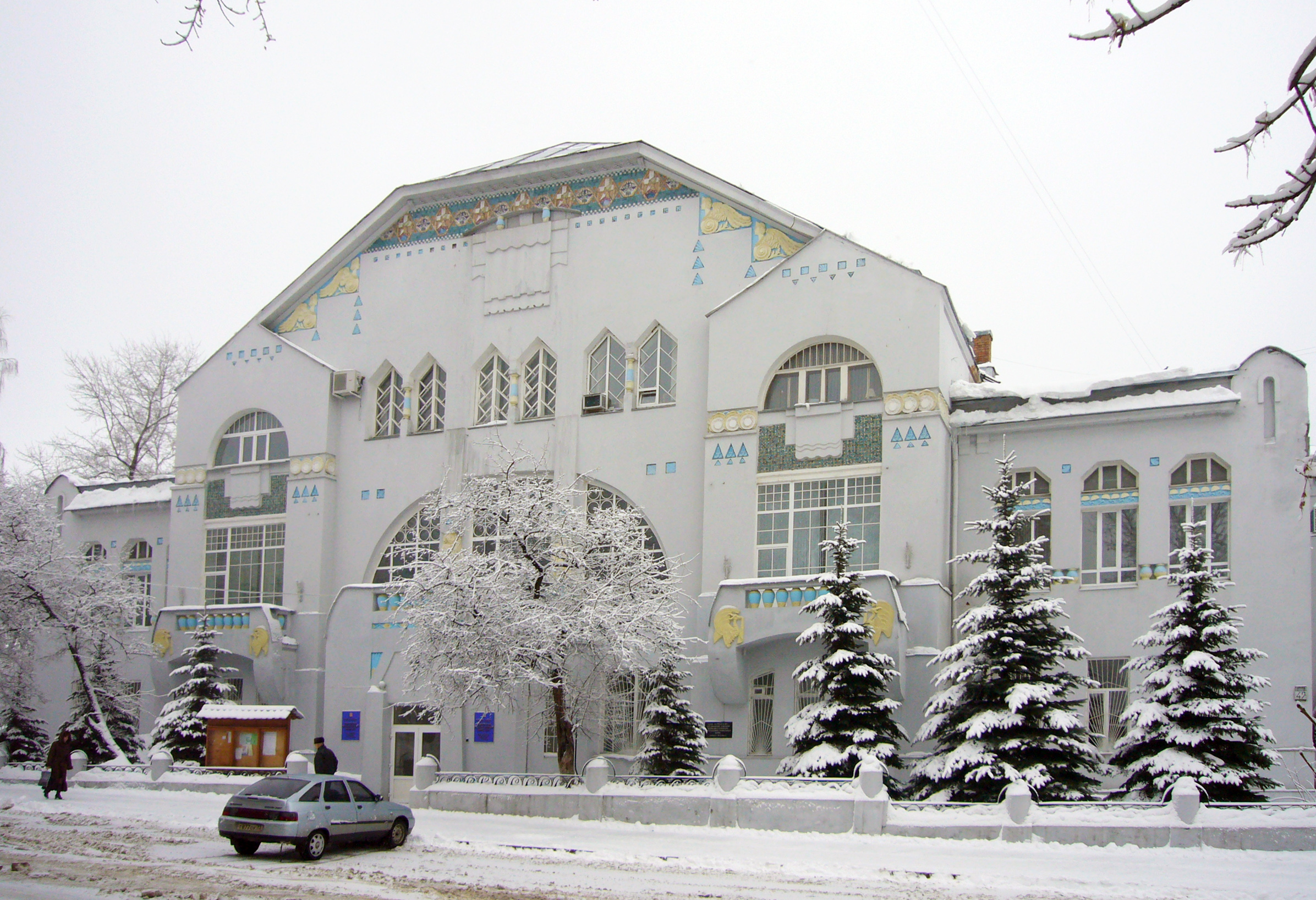
Симбирск 1911 г.
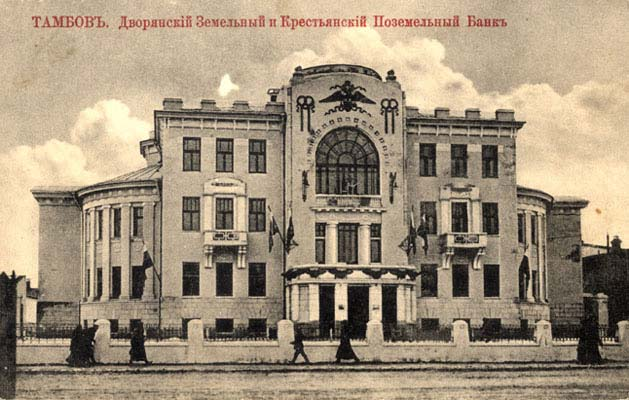
Тамбов 1911 г.
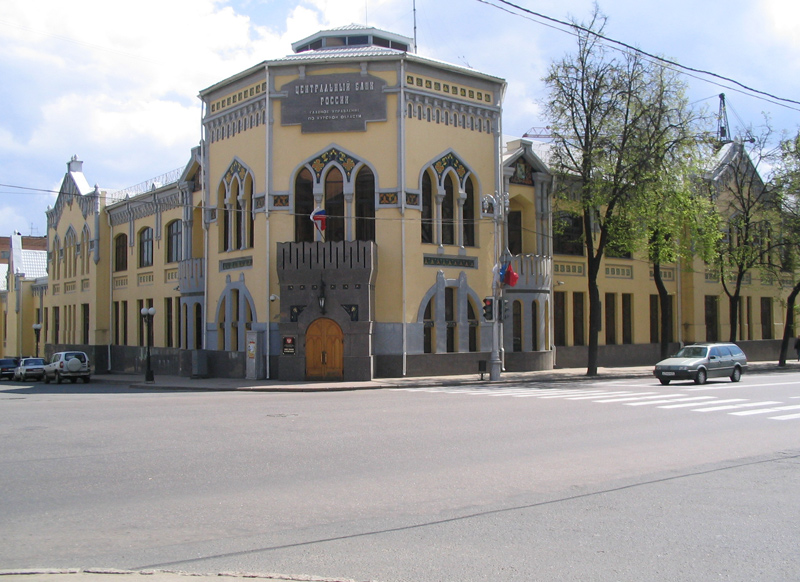
Курск 1914 г.
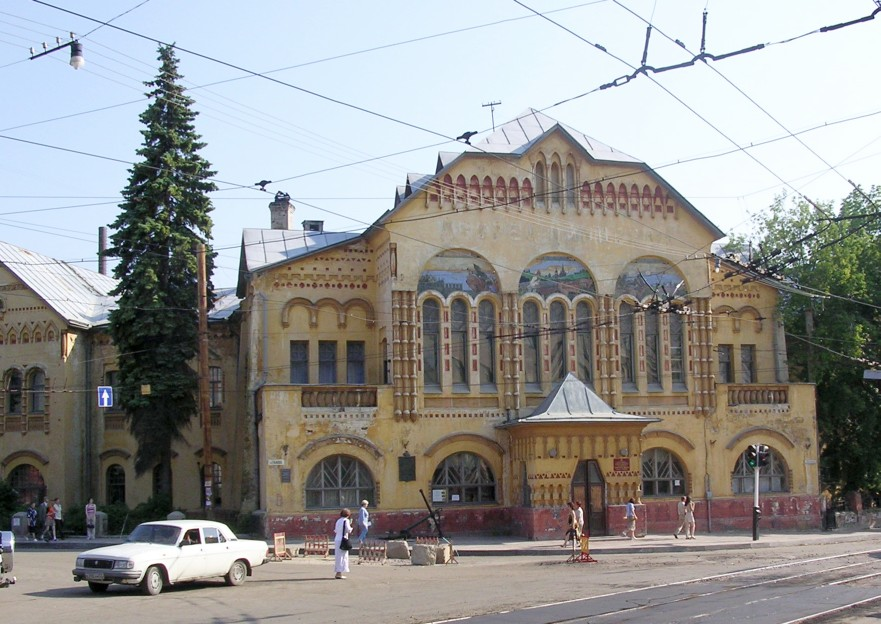
Нижний Новгород 1916 г.
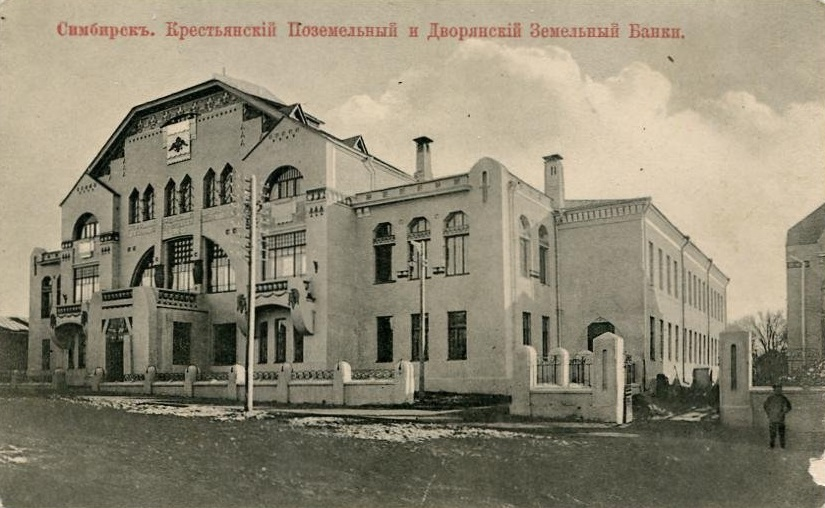
Симбирск, Крестьянский Поземельный и Дворянский Земельный банки, открытка 1917 г.
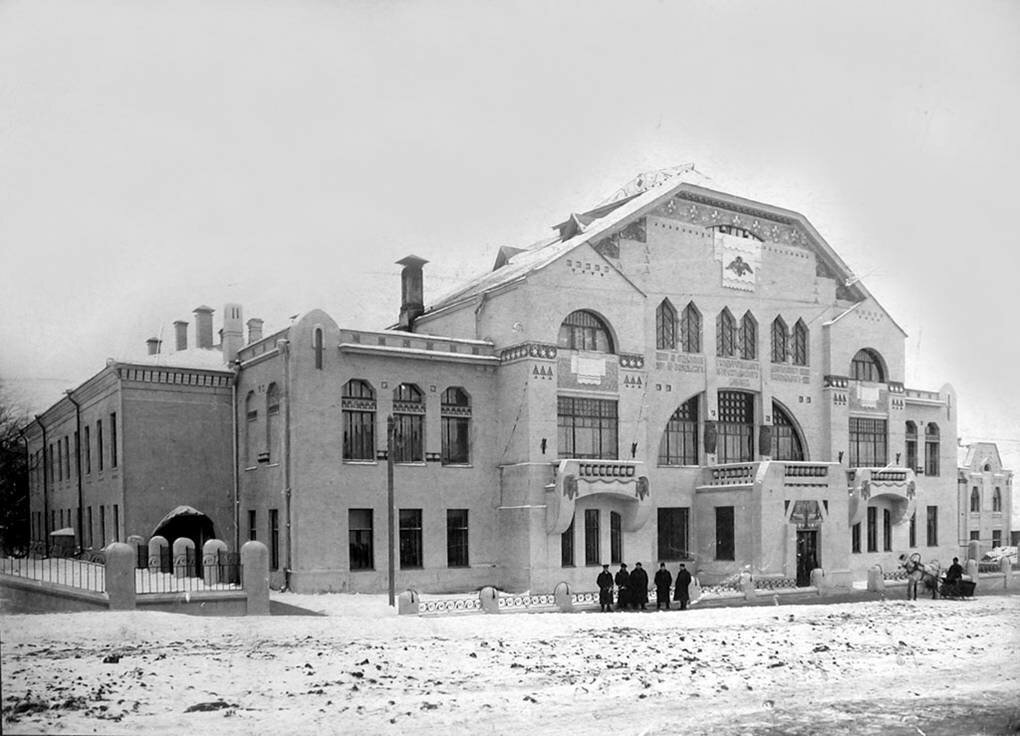
Здание Симбирского поземельного банка (1911).

## Ф. О. Ливчак — инженер и изобретатель
С самого начала пребывания в Симбирске Фёдор Ливчак увлекся строительством сооружений из бетонных блоков, для чего разрабатывает свою систему производства пустотелых блоков и открывает в 1911 году собственный завод по их изготовлению — на берегу р. Волга.
Продвигая свои идеи бетонного строительства, организует земскую лабораторию для испытания строительных материалов и строит земский бетонный завод. В короткий срок в Симбирске и губернии строится более 50 частных и общественных зданий из пустотелых блоков системы Ливчака. Одновременно с этим, энергичный инженер и земский деятель Ливчак организует съезды производителей цемента и бетонных блоков, пишет и печатает труды по их производству. На окраине города строится школа огнестойкого строительства, куда преподавателем приглашает архитектора Ф. Е. Вольсова.
Здания из бетонных блоков в Симбирске, построенные по проектам Ф. О. Ливчака:

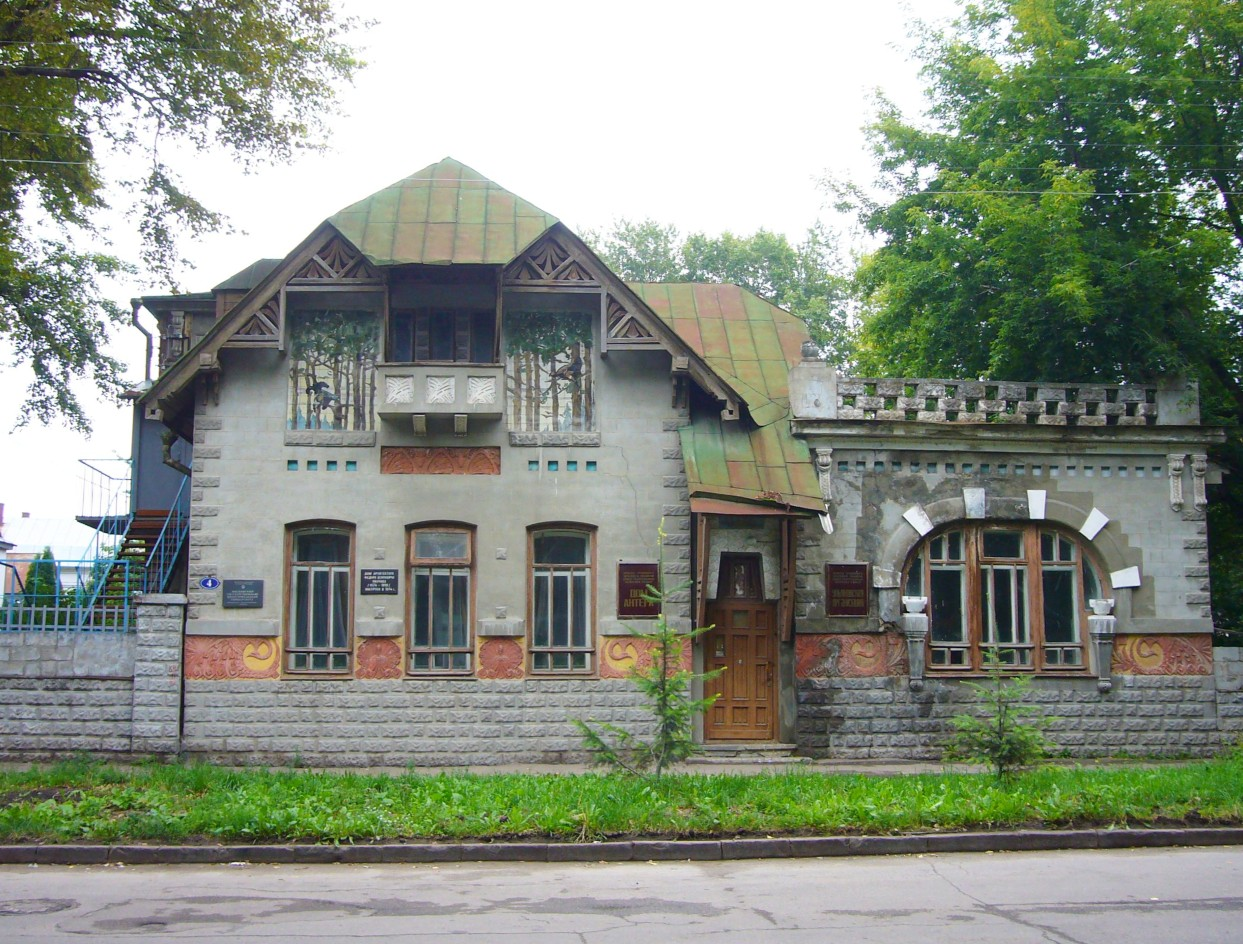
Дом архитектора Ф. О. Ливчака 1914 г.
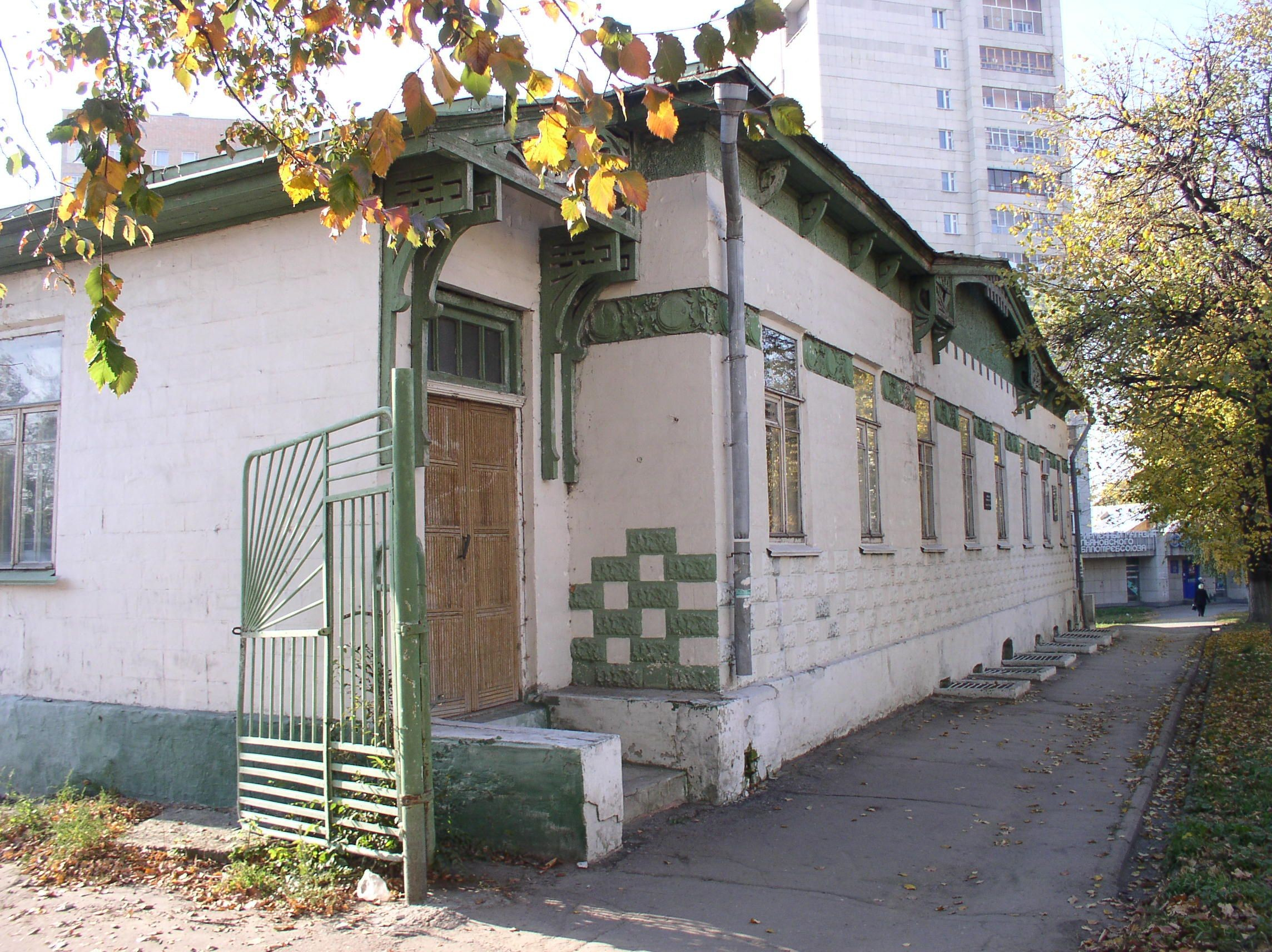
Дом В. Н. Зверевой 1913 г.
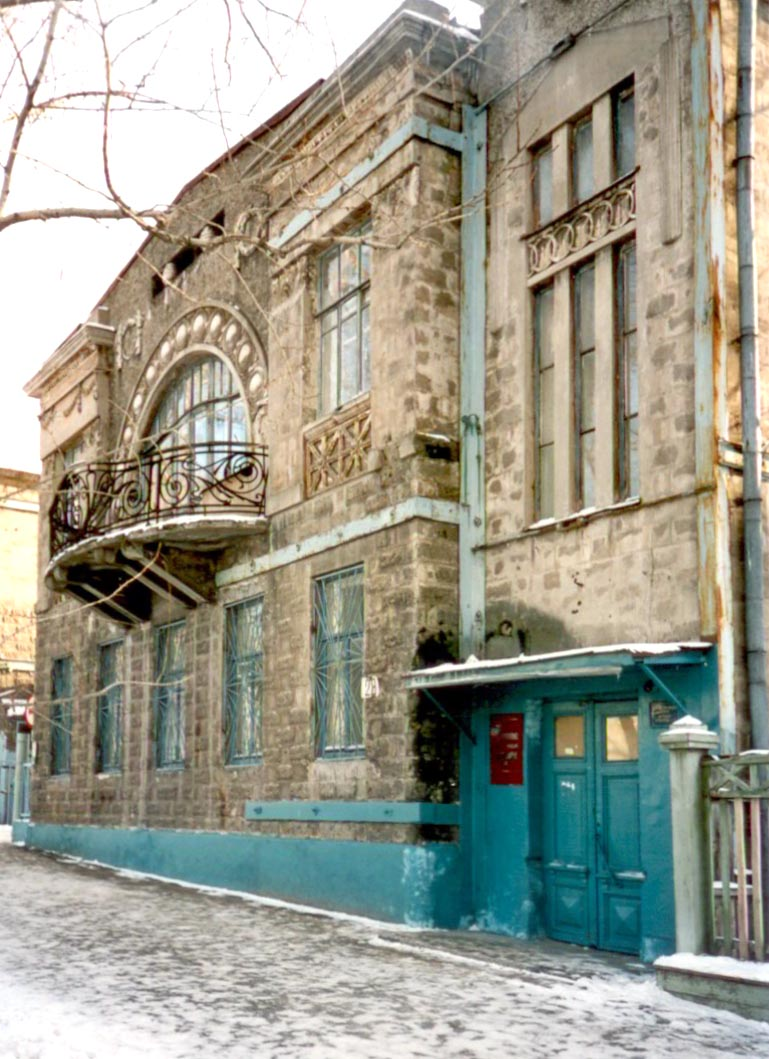
Дом княжны Е. Н. Ухтомской 1910-1911 гг.
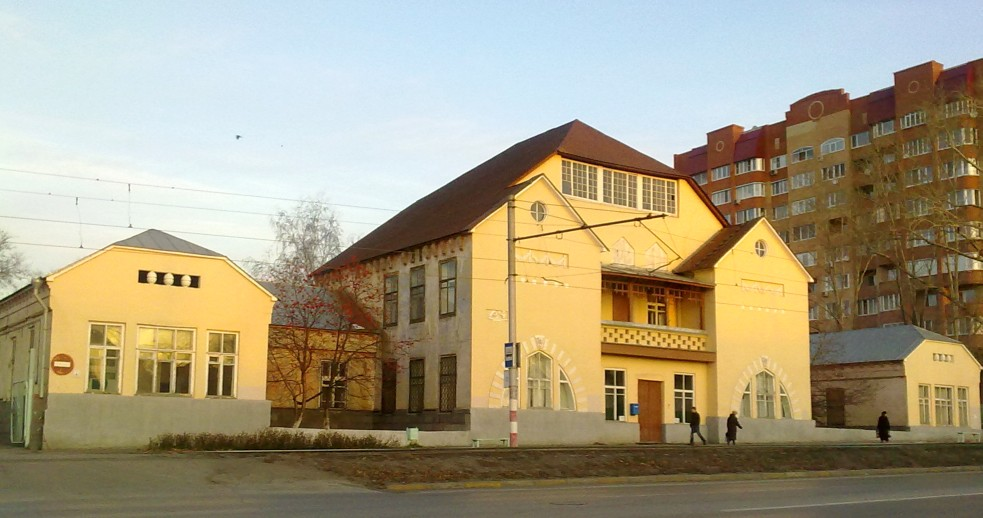
Школа огнестойкого строительства 1910-е гг.
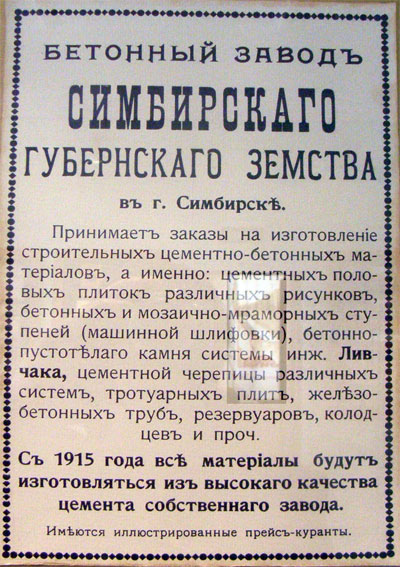
Реклама продукции бетонного завода

## Работы Ф. О. Ливчака в филателии

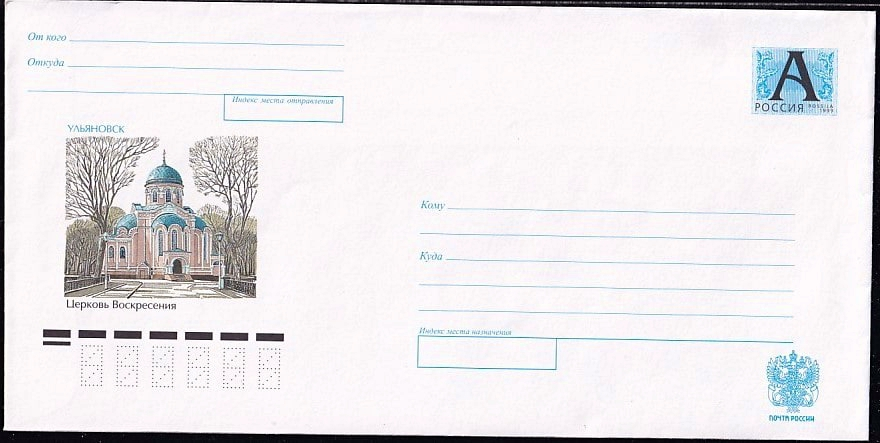
ХМК РФ, 2004. Ульяновск. Церковь Воскресения.
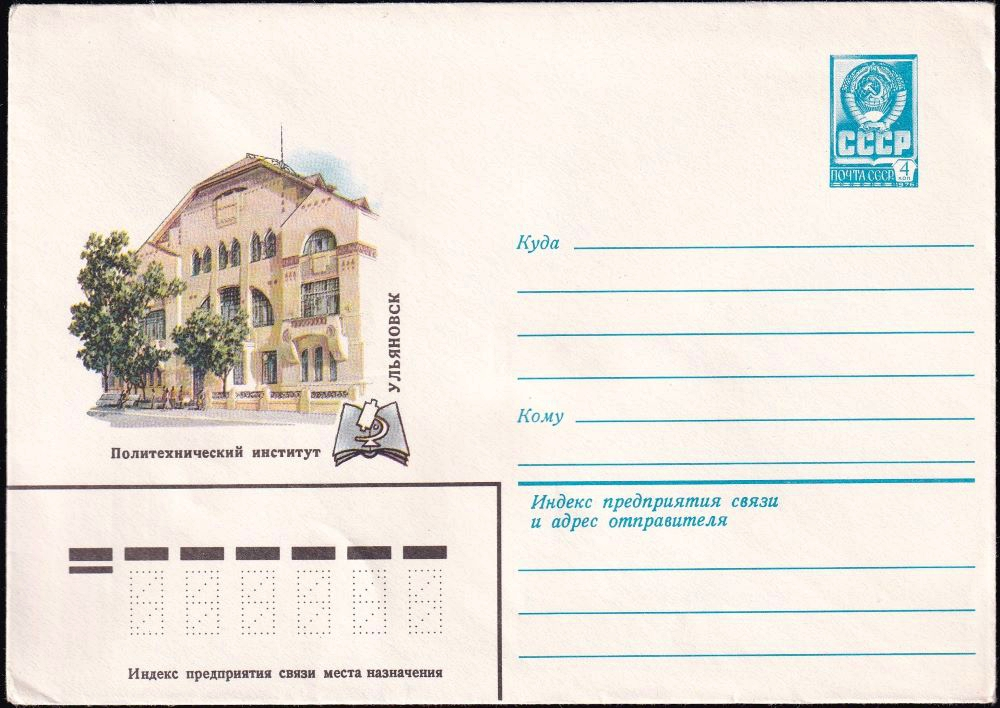
ХМК СССР, 1979. Ульяновск. Политехнический институт (быв. Здание Симбирского поземельного банка).
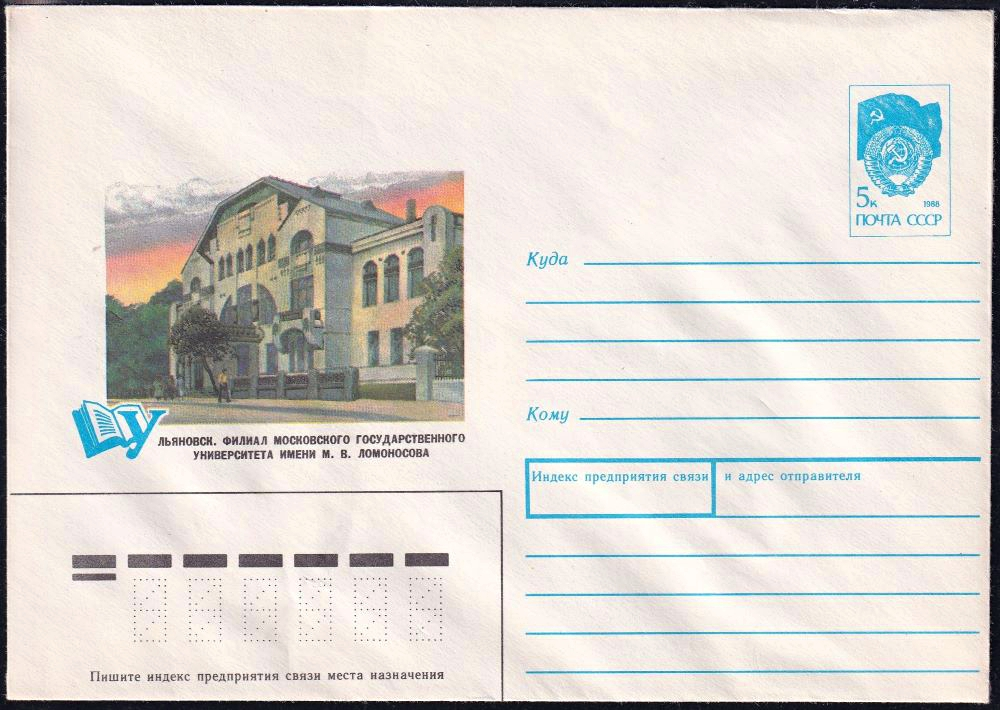
ХМК СССР, 1990 г. Ульяновск. Филиал московского университета имени М. В. Ломоносова.
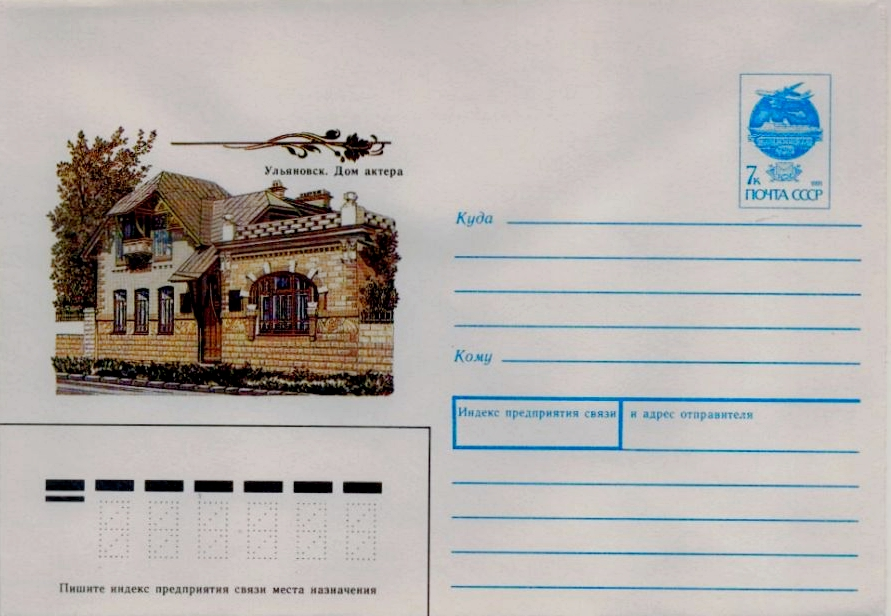
ХМК СССР, 1991. Ульяновск. Дом актера (ныне Дом архитектора Ф. О. Ливчака).